# Bullitt
Bullitt är en amerikansk actionfilm från 1968 av Peter Yates med Steve McQueen, Robert Vaughn, Don Gordon med flera i rollerna.

## Handling
Kommissarie Frank Bullitts senaste uppdrag är en ren rutinsak, han ska skydda ett vittne i en viktig rättegång, en smal sak. Men innan natten är över ligger vittnet döende  i en hotellsäng och mannen som gjorde det är försvunnen
Frank Bullitt ger dock inte upp i första taget, han tänker se till att  mördaren och vem det nu än var som gav dem jobbet, hamnar bakom lås och bom, och han är precis rätt man för uppdraget.

## Om filmen
Filmen har blivit känd för den biljakt som kommit att bli en klassiker och som ofta används som referens inom filmvärlden. Jakten, som tog tre veckor att filma, sker i San Franciscos branta backar mellan McQueen och två skurkar. Bilarna som används är en Ford Mustang GT 390 med tak och en Dodge Charger. Det var Steve McQueen som körde i biljakten och inte en stuntman.  
Bullitt vann en Oscar för bästa klippning vid Oscarsgalan 1969.
Forden som kördes av Steve McQueen i biljakten såldes 2020 för 3,4 miljoner dollar. Den blev därmed den dyraste amerikanska muskelbil som sålts på en öppen auktion.

## Rollista
- Steve McQueen - Lt. Frank Bullitt
- Robert Vaughn - Walter Chalmers
- Jacqueline Bisset - Cathy
- Don Gordon - Delgetti
- Robert Duvall - Weissberg
- Simon Oakland - Captain Sam Bennett
- Norman Fell - Captain Baker